# 28-cm-Schnelladekanone C/28
Die 28-cm-Schnelladekanone C/28 (28 cm SK C/28) war ein Schiffsgeschütz der deutschen Kriegsmarine, das vor dem Zweiten Weltkrieg entwickelt wurde und bei den Panzerschiffen Deutschland (Lützow), Admiral Scheer und Admiral Graf Spee die Hauptbewaffnung war.

## Geschichte
Der Versailler Vertrag beschränkte den Bau neuer deutscher Kriegsschiffe in der Zahl und in der Verdrängung, welche diese Schiffe haben dürften (max. 10.000 ts – entspricht 10.160 metrischen Tonnen). Die entsprechende Schiffsklasse im Vertrag waren Panzerschiffe, später als Schwere Kreuzer bezeichnet, doch zur Entwicklungszeit als Westentaschenschlachtschiffe bezeichnet. Die typische Hauptbewaffnung für ein Schiff dieser Klasse war zu Zeiten des Ersten Weltkrieges das Kaliber 20,3 cm.
Die 28-cm-SK C/28 war als Schiffsgeschütz vor und während des Zweiten Weltkriegs auf den drei Schiffen der Deutschland-Klasse im Einsatz.
Während bei den meisten deutschen Schiffsgeschützen eine Zweitverwendung bei der Küstenartillerie bekannt ist, liegen derzeit keine Nachweise für einen solchen Einsatz dieser Geschütze vor. Zwar führte der Verlust der Graf Spee dazu, dass die eingeplanten Ersatzrohre dieses Schiffes frei wurden, aber die beiden anderen Schiffe mit derselben Bewaffnung blieben praktisch bis Kriegsende im Einsatz.

## Entwicklung
Krupp hatte mit dem Kaliber schon vor und während des Ersten Weltkrieges viel Erfahrungen gesammelt und die 28-cm-Schnellladekanone C/28 war im Grunde genommen die vierte Generation einer Waffe, deren grundsätzliche Konstruktion mit der 28-cm-Schnelladekanone L/40 begonnen hatte.
Die Herausforderung, der man sich nun stellte, war, möglichst viel Feuerkraft auf einem verhältnismäßig kleinen Schiff unterzubringen. Hierzu wurden erstmals Drillingstürme für die Geschütze konstruiert. Eine geringfügige Verlängerung des Rohres um 2 Kaliberlängen gegenüber der zuletzt entwickelten 28-cm-Schnelladekanone L/50 auf eine Gesamtrohrlänge von 14.815 mm (L/52) steigerte, zusammen mit weiterentwickelter Munition, die Schussweite gegenüber der L/50 (max. 31.000 m) auf 36.500 m.
Diese wurde auch deshalb möglich, da die neu konstruierte Drehscheibenlafette C/28 des Panzerturms nun eine Rohrerhöhung bis zu 40° ermöglichte.

## Einsatz

### Deutschland (Lützow)
Die im April 1933 in Dienst gestellte Deutschland wurde am 15. November 1939 in Lützow umbenannt. Dieses erfolgte zum einen aus psychologischen Gründen, da Hitler nicht wollte, dass ein Schiff mit dem Namen Deutschland untergehen könnte, aber auch, um den Verkauf des Schweren Kreuzers Lützow der Admiral-Hipper-Klasse an die Sowjetunion zu verschleiern. Nach der Indienststellung regelmäßig im Einsatz, lag sie bis zum Kriegsende mit schweren Schäden in Swinemünde und wurde letztlich 1947 als sowjetische Kriegsbeute in der Ostsee versenkt.

### Admiral Scheer
Die Admiral Scheer wurde als zweites Schiff im November 1934 in Dienst gestellt. Im Winter 1939/40 wurde ein umfangreicher Umbau vorgenommen: Das Vorschiff wurde verlängert und bekam einen größeren Spantenausfall. Außerdem wurde der große Gefechtsturm über der Brücke ausgebaut und durch einen schlanken Röhrenmast ersetzt, um das Aussehen des Schiffes an das der Lützow anzugleichen. Im Februar 1940 wurde die Admiral Scheer wie die Lützow zum Schweren Kreuzer umklassifiziert. Nach regelmäßigen Einsätzen während des Krieges kenterte die Admiral Scheer am 9. April 1945 nach Bombentreffern im äußeren Bauhafen der Deutschen Werke Kiel (DWK).

### Admiral Graf Spee
Als letztes Schiff der Klasse kam im Januar 1936 die Admiral Graf Spee in den Dienst der Kriegsmarine. Im Dezember 1939 wurde das Schiff auf Befehl des Kommandanten Hans Langsdorff, der sein Schiff vor der südamerikanischen Küste in ein Gefecht mit alliierten Kriegsschiffen geführt hatte, und nach der Flucht in den neutralen Hafen von Montevideo die Lage als aussichtslos betrachtete, in der Mündung des Río de la Plata vor Montevideo von der eigenen Mannschaft versenkt.

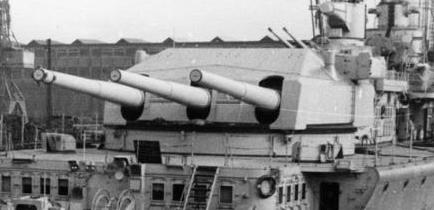
Hinterer Turm der Lützow

## Technische Daten
Nachfolgende Daten aus zeitgenössischen Quellen:

### Lafette
- Bezeichnung:             28-cm-Drehscheibenlafette C/28
- Gewicht:                 600 t, davon Drehpanzer 70 t
- Kaliber:                 28,3 cm
- Rohrlänge L/52:          14.815 mm
- Seelenlänge:             11.411 mm
- Rohrzahl:                3
- Anzahl der Richtachsen:  2
- Ladestellung:            2°
- größte Schussweite:      36.500 m
- größte Flughöhe:         12.800 m
- Lebensdauer:             400 Schuss
- Feuergeschwindigkeit:    ~3,5 Schuss je Rohr und Min.
- max. Schwenkgeschw:      6°/s
- max. Höhenrichtgeschw:   8°/s

### Munition
Die Munition der 28-cm-SK C/28 war geteilt und bestand aus Geschoss, Vorkartusche und Hülsenkartusche, die entsprechend den Zielanforderungen geladen wurden. Das Laden der Waffe erforderte zwei Ansetzvorgänge. Im ersten wurde das Geschoss geladen, im zweiten die beiden Treibladungsbestandteile. Gegen schwer gepanzerte Ziele wurde die Panzersprenggranate eingesetzt, die auf 20 km etwa 16 cm Panzerstahl durchschlagen konnte und nach dem Durchschlag des Panzers mit Zündverzögerung im Inneren des Ziels zur Detonation kam. Gegen leicht- und ungepanzerte Ziele wurden die Sprenggranaten verwendet, wobei die Sprenggranate mit Bodenzünder bedingt durch die Zündverzögerung Schaden im Inneren des Ziels verursachte.

#### Geschosse
- 28 cm Pzgr. L/3,7 (mhb) (Panzersprenggranate mit Bodenzünder und ballistischer Haube)
- 28 cm Spgr. L/4,2 Bdz (mhb) (Sprenggranate mit Bodenzünder und ballistischer Haube)
- 28 cm Spgr. L/4,2 Kz (mhb) (Sprenggranate mit Kopfzünder und ballistischer Haube)
- (behelfsmäßig) 28 cm Spgr. L/4,2 Kz (mhB) Haube abgeschraubt (Sprenggranate mit Kopfzünder (Zeitzünder S/60 nA) mit abgeschraubter Haube) Geschoss wurde im sogenannten Zonenschießverfahren gegen Luftziele verschossen

#### Treibladung
- Hülsenkartusche: 118 kg
- Vorkartusche: 37 kg